# Dolní Lomany
Dolní Lomany (deutsch Unterlohma) ist ein Ortsteil der Stadt Františkovy Lázně in Tschechien.

## Geografie
Dolní Lomany liegt am Nordrand eines ausgedehnten, ehemals schwer zugänglichen Mineralmoorgebietes im Egerbecken, das etwa einen Kilometer nordwestlich des Stadtkerns liegt und nach Trockenlegung des Gebietes und der Entstehung des Kurortes Franzensbad im 19. Jahrhundert der Stadt angegliedert wurde. Im Süden grenzt die Ortschaft an ein Waldgebiet. Gut zwei Kilometer westlich liegt Krapice und knapp einen Kilometer nordöstlich Horní Lomany auf der anderen Seite der Eisenbahnlinie nach Aš und Bad Brambach.

## Geschichte
Im Jahr 1320 gab König Ludwig IV. dem Bürger von Eger, Michael Häckel, den Getreidezins auf einen Hof in Niederlohma zu Lehen. 1322 standen „Loman daz ober“ (Oberlohma) und „daz nyder“ (Unterlohma) auf der Liste der verpfändeten Orte des Egerlandes. 1544 wurde zwischen Unterlohma und Tannenberg Alaunschiefer, eine schwefelhaltige Braunkohle gefunden, aus der Alaun gewonnen wurde. 1560 errichtete Pankraz Engelhart, Schulhalter, Chronist und öffentlicher Notar in Eger eine Alaun- und Vitriol-Hütte, die nicht lange Bestand hatte. Auch der Abbau von Glaubersalz war zunächst nicht ertragreich. Erst im 17. Jahrhundert wurde Glaubersalz von Apothekern in Eger erfolgreich vermarktet. Unterlohma besaß in seinen Sand-, Kaolin- und Tongruben beachtliche Bodenschätze. Die Wiesen in Moorlagen waren gute Weidegrundstücke. Bis 1848 war das Bauerndorf Unterlohma dem Magistrat der Stadt Eger untertänig und dienstpflichtig.
Bei der Trockenlegung des Moorgebietes war Unterlohma dem entstehenden Kurort Franzensbad behilflich. 1850 wurde Franzensbad der Gemeinde Unterlohma zugeteilt, wobei sämtliche Gebäude, Anstalten und Quellen des Kurortes im Besitz der Stadt Eger waren. 1852 erreichte Franzensbad die behördliche Anerkennung als eigene Gemeinde, in die Unterlohma eingegliedert wurde. Durch die Erteilung der Stadtrechte an Franzensbad 1865 wurde Unterlohma ein Stadtteil.
Danach entstanden Versorgungsbetriebe, welche die Stadtverwaltung nicht im Kurort selbst haben wollte, in Unterlohma. Das alte Schlachthaus, das neue Schlachthaus in der aufgelassenen Mahlmühle, 1906 ein Elektrizitätswerk, das später auch Kropitz, Oberlohma und Schlada mit Strom versorgte, wurden gebaut, bis 1910/1911 die Überlandwerke in Asch und Eger die Stromversorgung übernahmen. Der Schladabach wurde begradigt, ein Übungsplatz der Feuerwehr entstand und Promenadenwege nach Antonienhöhe und Seeberg wurden angelegt. Ortsansässige Bewohner lebten von der Landwirtschaft oder erwirtschafteten durch Vermietung von Unterkünften an Kurgäste ein bescheidenes Einkommen. Nach Ende des Zweiten Weltkriegs im Mai 1945 wurden die deutschsprachige Bevölkerung im Zuge der Vertreibung der Deutschen aus der Tschechoslowakei enteignet und zum Verlassen des Ortes gezwungen.

### Einwohnerentwicklung
| Jahr | Einwohnerzahl |
| ---- | ------------- |
| 1869 | 199           |
| 1880 | 381           |
| 1890 | 426           |
| 1900 | 497           |
| 1910 | 621           |

| Jahr | Einwohnerzahl |
| ---- | ------------- |
| 1921 | 617           |
| 1930 | 710           |
| 1950 | 325           |
| 1961 | 389           |
| 1970 | 336           |

| Jahr | Einwohnerzahl |
| ---- | ------------- |
| 1980 | 274           |
| 1991 | 272           |
| 2001 | 285           |
| 2011 | 260           |